# روزا روسي
روزا روسي (بالإيطالية: Rosa Rossi)‏  (و. 1928 – 2013 م) هي عالمة، وكاتِبة، وباحثة، ومختصة في الدراسات الهسبانية، ونقد أدبي من إيطاليا، ومملكة إيطاليا، توفيت عن عمر يناهز 85 عاماً.